# Askeby kyrka
Askeby kyrka är en kyrkobyggnad i Askeby i Åkerbo församling, Linköpings stift.

## Kyrkobyggnaden

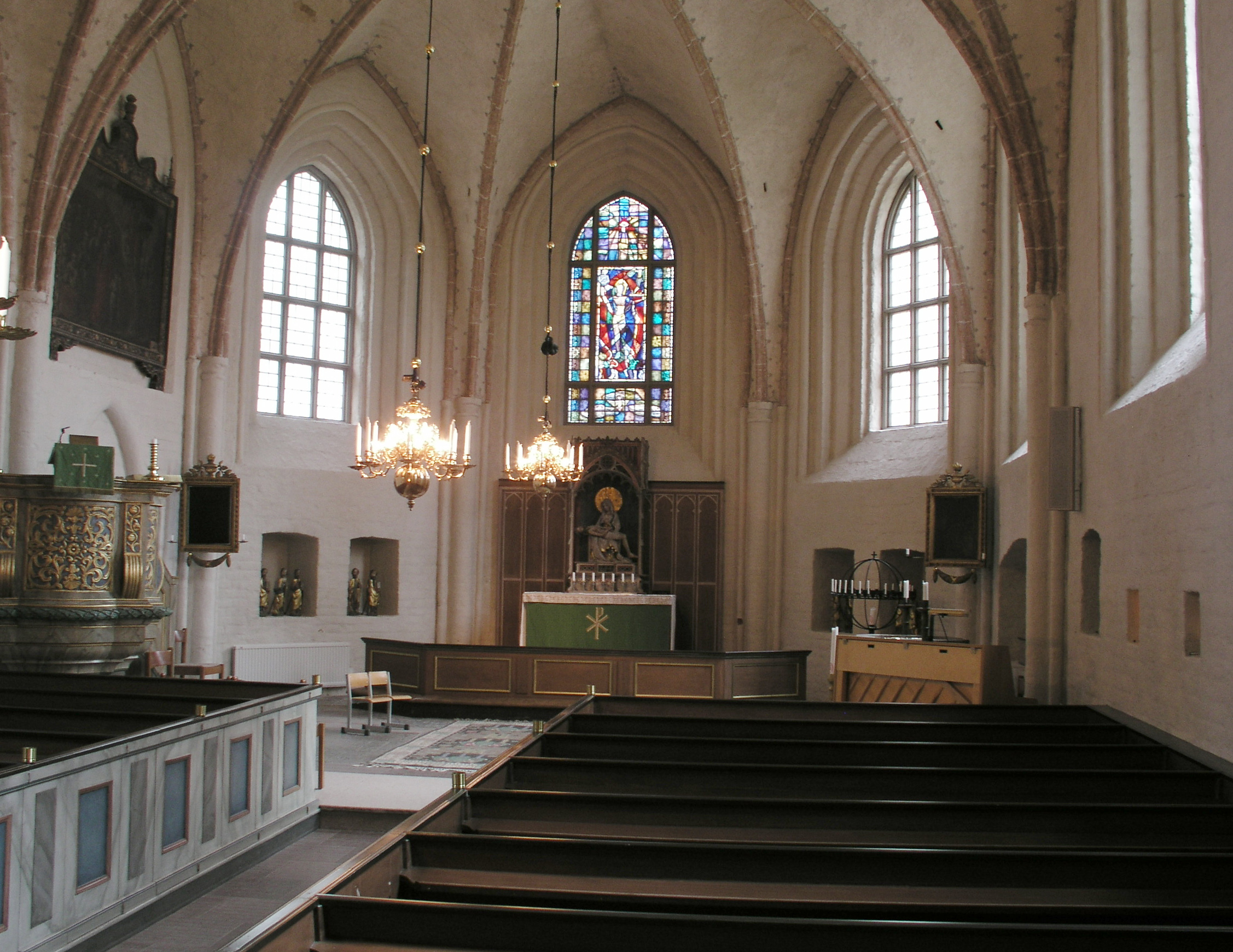
Koret.

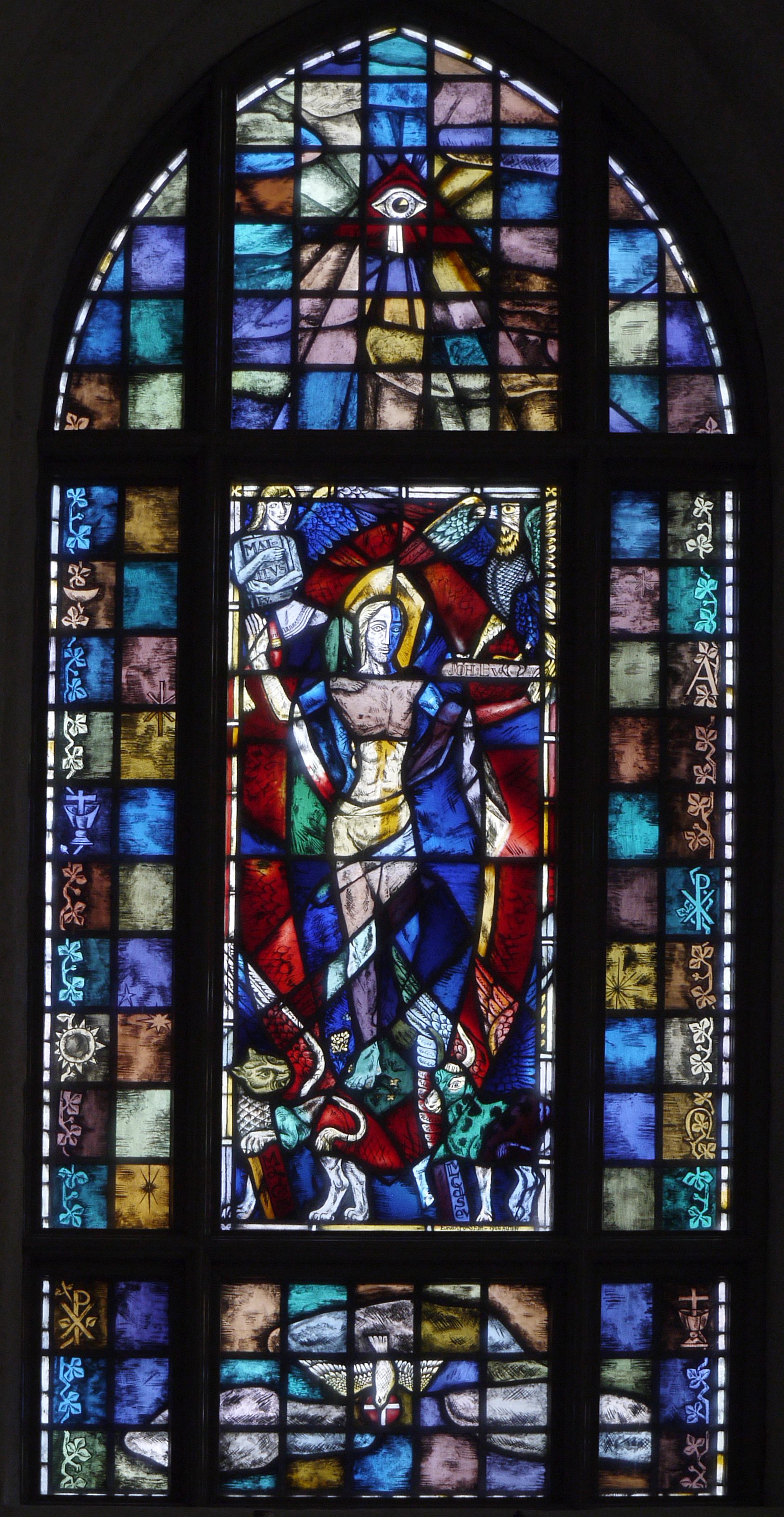
Kyrkfönster.

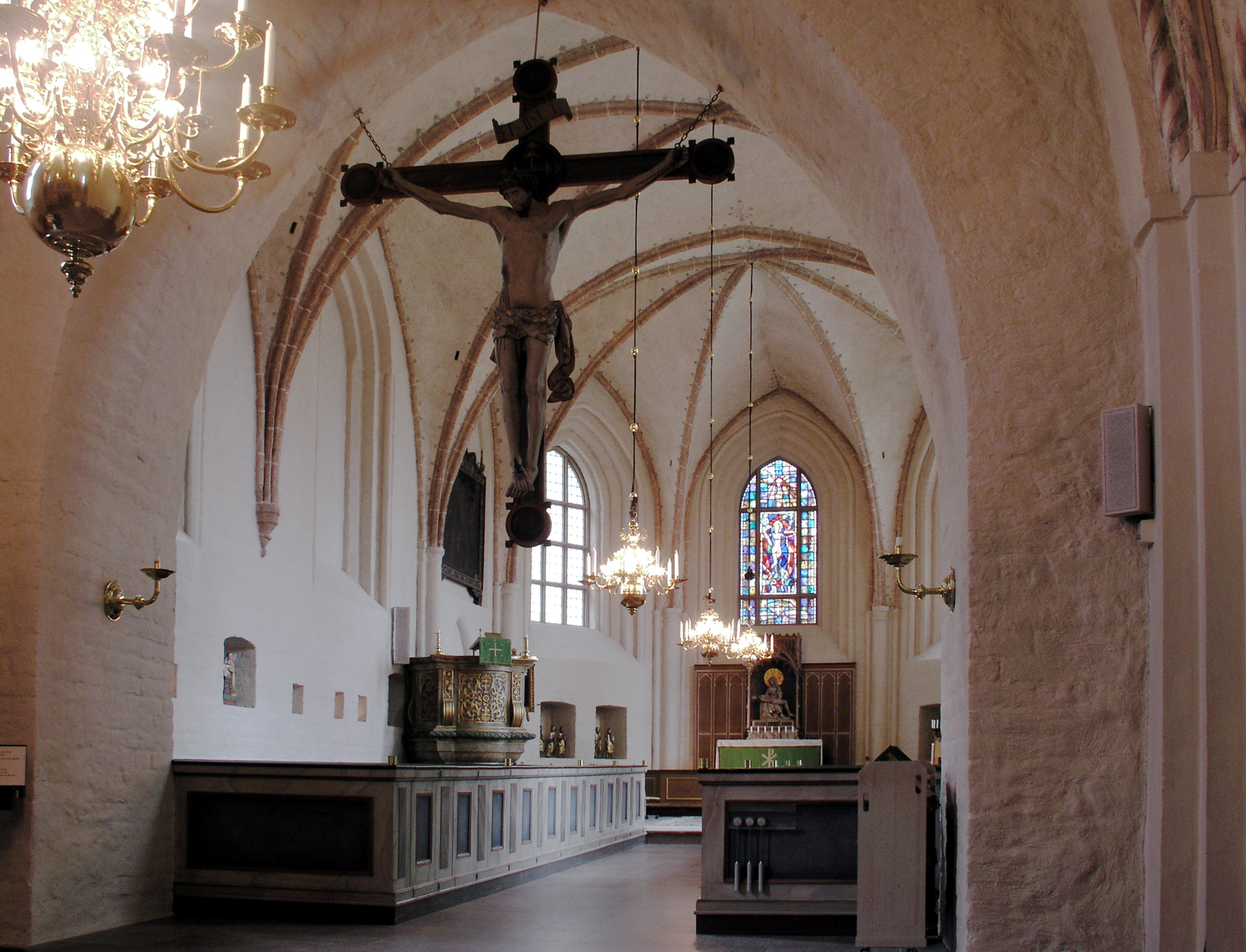
Triumfkrucifix.

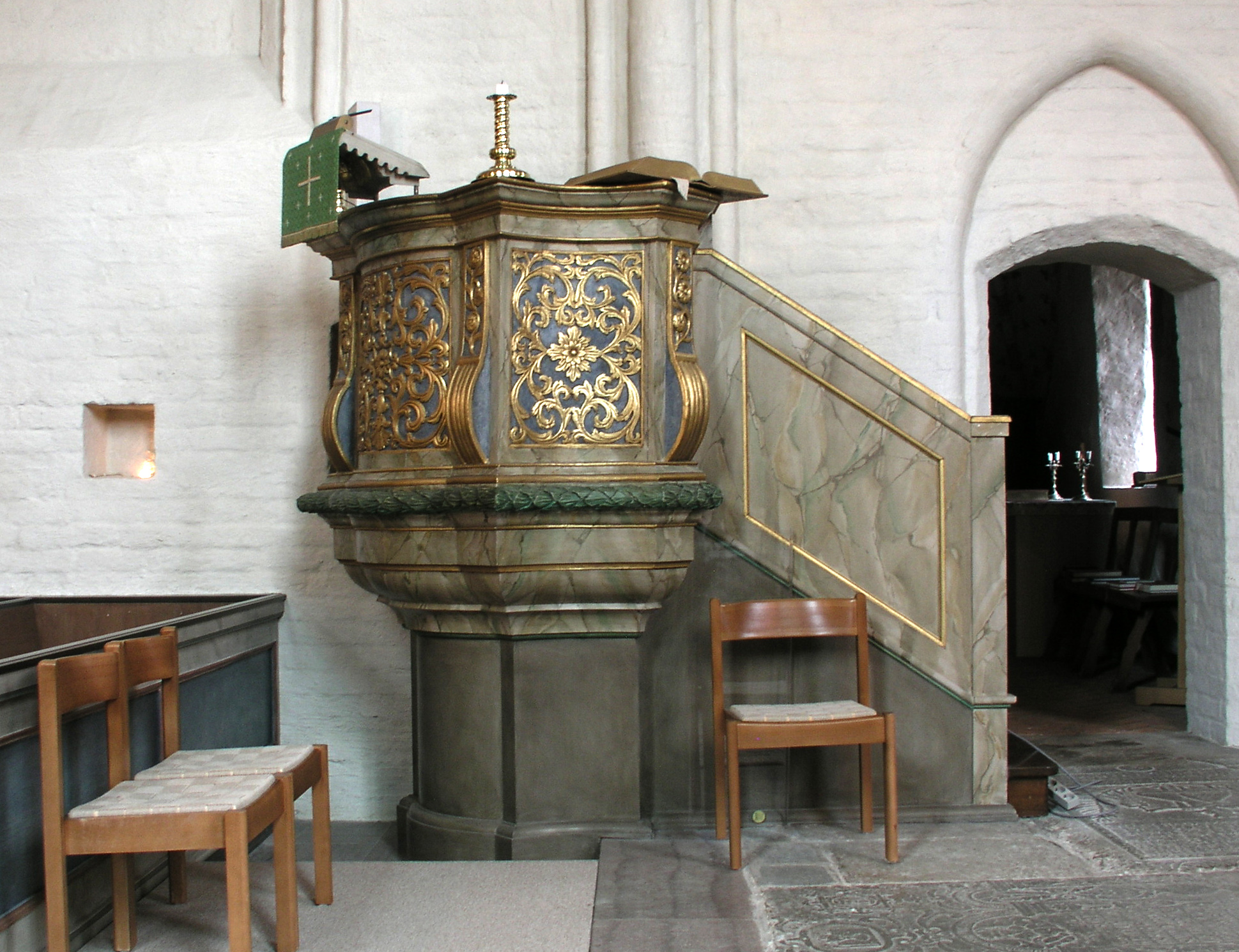
Predikstolen.

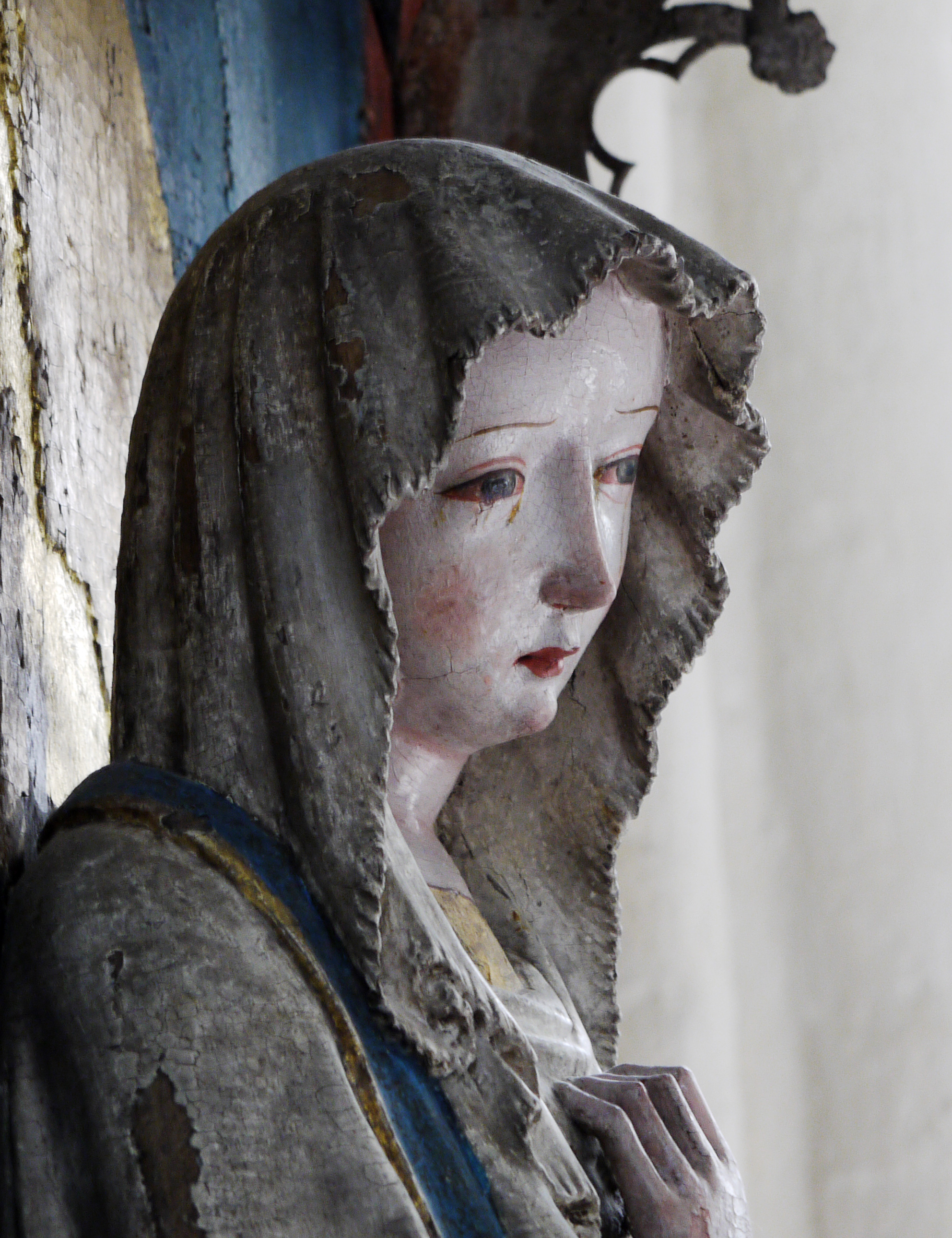
Pietà (1400-talet).

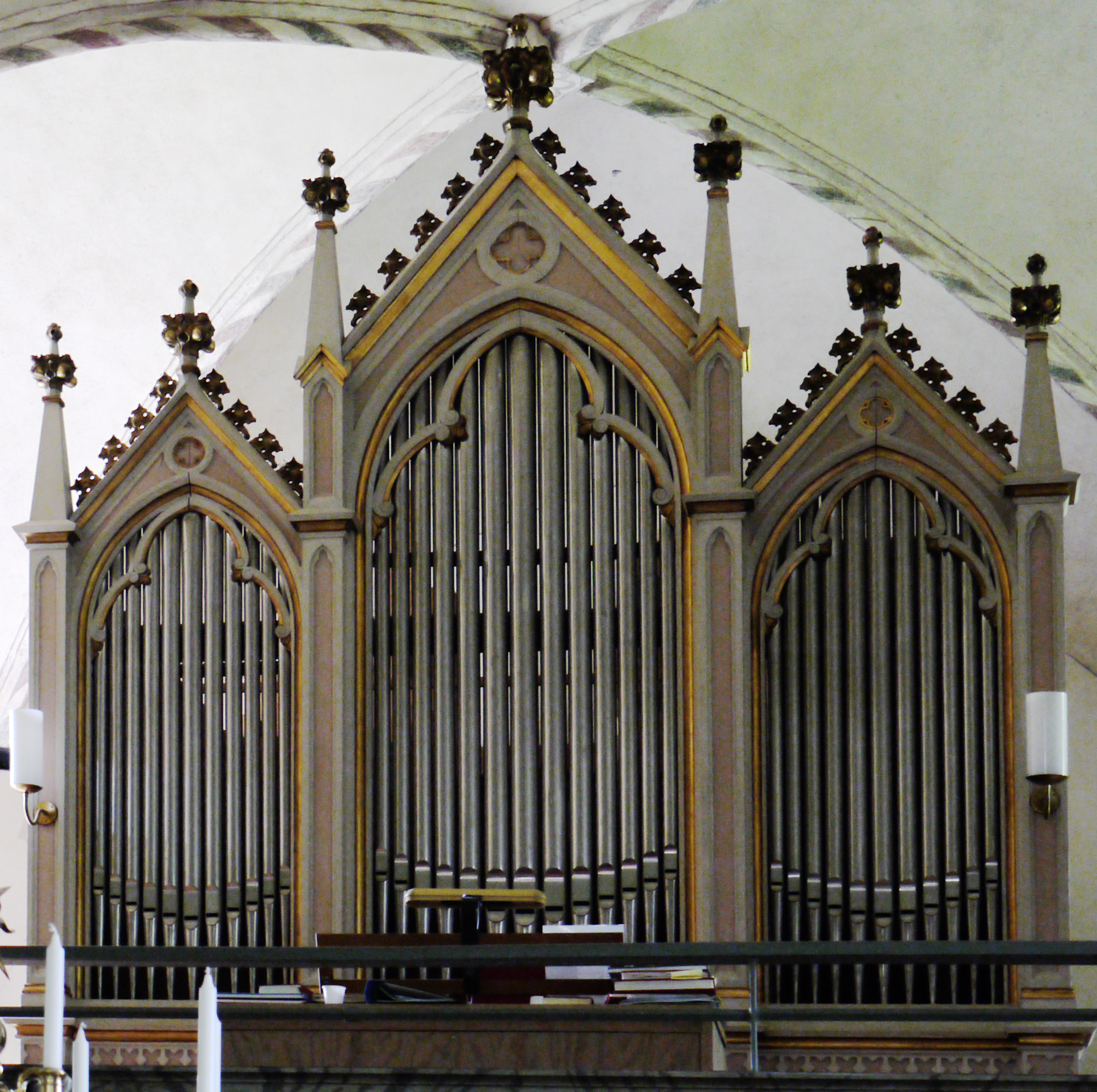
Kyrkorgeln.

Den enskeppiga kyrkan har rektangulärt långhus, långsmalt polygonalt kor med vidbyggd sakristia i norr, samt en korsarm mitt på södra sidan. De putsade fasaderna livas upp av rundbågefriser och korpartiets strävpelare. Kyrkorummet täcks av kryssvalv, korets väggar bryts upp av stora spetsbågefönster. Långhusets västra del avskiljs genom en vägg från övriga delar. Byggnadsmaterialet är kluven gråsten, koret är byggt av tegel. Långhuset med västtorn och korsarm härrör från den äldsta kyrkan, 1100-talets mitt eller senare hälft. Tornet döljs helt under långhusets tak.

## Historik
Kyrkan byggdes tillsammans med ett nunnekloster, Askeby kloster, under andra hälften av 1100-talet och användes ända fram till omkring 1530 av både församlingen och klostret. Kyrkan uppfördes med ett långhus med kor, torn och två korsarmar. År 1444 avslutades en påbyggnad som ersatte det ursprungliga koret med ett tresidigt tegelkor. Samtidigt slogs kyrkans valv och dessa utsmyckades med kalkmålningar. Sakristian uppfördes troligen i slutet av 1400-talet eller början av 1500-talet. 1609 brann kyrkan och tornet förstördes nästan helt.
Carl Fredric Broocman berättar i mitten av 1700-talet:
"Kyrkan står på Krono grund, en och en fjerdedels mil ifrån Linköping, och är thes Wästra del, som af grof Gråsten och Telgsten blifwit byggd, 34 och en fjerdedels aln lång. Thes Östra del, som af Tegel med stora Fenster blifwit tilbyggd år 1418, är 28 och en half aln lång, och lika med gamla Kyrkan 13 fem ottondedels aln bred. Wid Wästra ändan af Kyrkan står Torn-muren nu under ett tak med Kyrkan, sedan Tornet blifwit afbrunnit år 1609. Uti hela Länet ses ingen Torn-mur wara så oformlig som thenne, hwaraf med skäl slutes, at Kyrkan med thes Torn långt för the mäste Kyrkor i Stiftet, tå ingen ägt serdeles kundskap uti Byggnings-konsten, blifwit byggd: hwilket ock Kyrkans strucktur med sina fordna små fenster-hål, 10 alnar från gålfwet, wil bestyrka. Then tid här warit Kloster, har Kloster-Folket haft sina bänkar uti Kyrkans Östra del, och Sokne-Allmogen uti then gamla Kyrkan. Nu behöfwes icke så stor Kyrka, hwarföre ock allenast 12 och en half alns längd af gamla Kyrkan är med ett Skrank afdeldt och tillika med Östra delen inredt med bänkar. Thenna Kyrkan har haft thet olyckeliga öde, at hon 4 gånger afbrunnit, och thet första gången med Klostret år 1537; andre gången itändes hon af thet Danska Krigsfolket år 1567; tredje gången år 1609, och fjerde gången then 9 Junii år 1700 är hon blefwen med Klockstapeln afbränd genom wådeld, som i Prestegården upkommit, tå ock Klockorna söndersmulto. Nu är hon åter i godt stånd, dock utan Torn, och hänga Klockorna uti Trästapel, som ånyo upbyggdes år 1700. Altartaflan af Bildthuggare-Arbete är gjord och upsatt 1733, tå hon kostat Kyrkan 200 Dal. Kopp:mt. På henne afbildes öfwerst: Apostlarna; midt uti: Trefaldigheten; till höger: JEsu flykt til Egypten; til wänster: Jungfru Marie kyrkogång; och nederst: Marie bebodelse och barnsäng, samt the wisa Männen med sina Offer. Prädikstolen är gammal, och skal en ny i thes ställe förfärdigas. Uti fordna tider wet man icke at något Orgelwerk warit i Kyrkon, som wäl kunnat blifwit lagdt i aska tå Kyrkan afbrunnit; men år 1754 lät nyß afledne Probsten och Kyrkoherden Nils Aurelius för Kyrkans medel förfärdiga ett nytt och behageligit Orgelwerk om 7 Stämmor, som kostat 1700 Daler Kopp:mt.”
I dag återstår bara två våningar av det ursprungliga tornet, vilka inte är högre än långhuset. Den äldsta kyrkan hade två korsarmar, den norra revs tillsammans med andra utbyggnader på 1870-talet. Långhusets västra del avskärmades vid en större ombyggnad 1876-1877. Tornrummen återfick sin medeltida karaktär 1913. 1951 restaurerades interiören, exteriören 1970.

## Klostret
I marken söder om Askeby kyrka finns rester av Askeby nunnekloster grundat under 1100-talets senare hälft. Till klostret hörde omkringliggande trädgårdar. Under hela klostertiden, det vill säga fram till omkring 1530, användes kyrkan gemensamt av klostret och församlingen.

## Inventarier
Bland inventarierna märks:
- Dopfunt av kalksten, gotländskt arbete från 1200-talet (bild)
- Altarskåp av lövträ från verkstad i Östergötland i mitten av 1400-talet
- Triumfkrucifix av valnöt, flandriskt arbete från mitten av 1400-talet (bild)
- Pietàbild av ek, nordtyskt arbete från 1400-talets första fjärdedel
- Predikstol av bildhuggare Niclas Österbom, Norrköping 1763

(Se även bilder nedan, Externa länkar)

## Orgel
- 1753-1754 byggdes en piporgel med sju stämmor av Jonas Wistenius, orgeln kostade 1700 daler.[1]

| Manual        |
| Gedackt 8'    |
| Principal 4'  |
| Flöjt 4'      |
| Oktava 2'     |
| Scharf II     |
| Kvinta 1' B/D |
| Trumpet 4'    |

- 1878 byggdes en niostämmig orgel med en manual av Åkerman & Lund, samt en ny fasad.
- 1951 byggde Olof Hammarberg en rörpneumatisk orgel bakom Åkerman & Lunds gamla fasad. Orgeln har två manualer och pedal. Antagligen härstammar Principal 8', Rörflöjt 8' och Oktava 4' i manual ifrån Åkerman & Lunds orgelverk.

Nuvarande disposition:
| Huvudverk I    | Svällverk II      | Pedal             | Koppel      |  |
| Principal 8'   | Gedackt 8'        | Subbas 16'        | I/P         |  |
| Rörflöjt 8'    | Kvintadena 8'     | Oktava 8'         | II/P        |  |
| Oktava 4'      | Principal 4'      | Koralbas 4'       | II/I        |  |
| Täckflöjt 4'   | Gemshorn 4'       | Kvintadena 2'     |             |  |
| Oktava 2'      | Svegel 2'         |                   |             |  |
| Mixtur III ch. | Scharf II ch.     | Aut. pedalväxling |             |  |
| Trumpet 8'     | Krumhorn 8'       |                   |             |  |
|                | Crescendosvällare |                   | 1 fri komb. |  |

## Bildgalleri

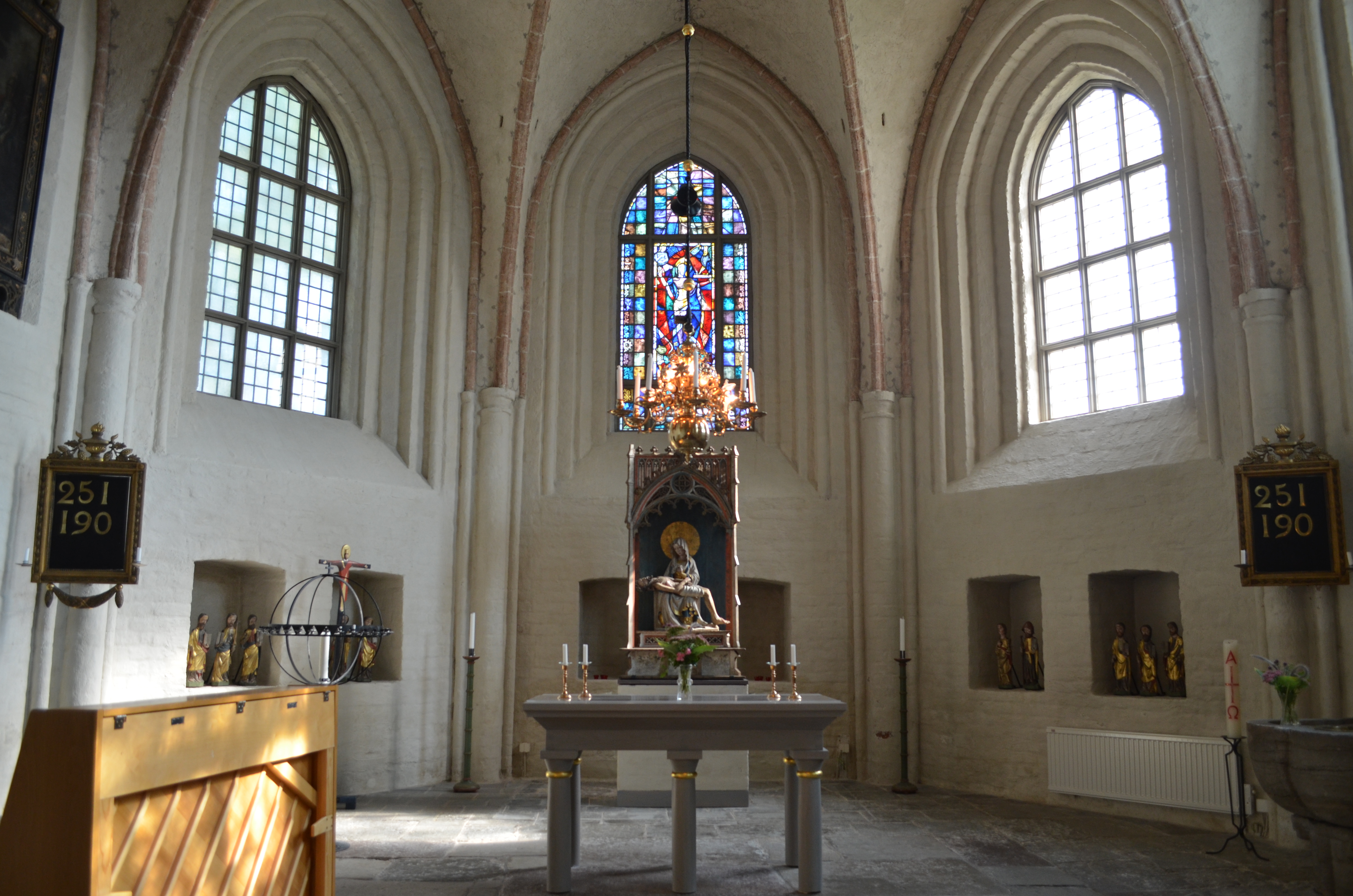
Altaret.
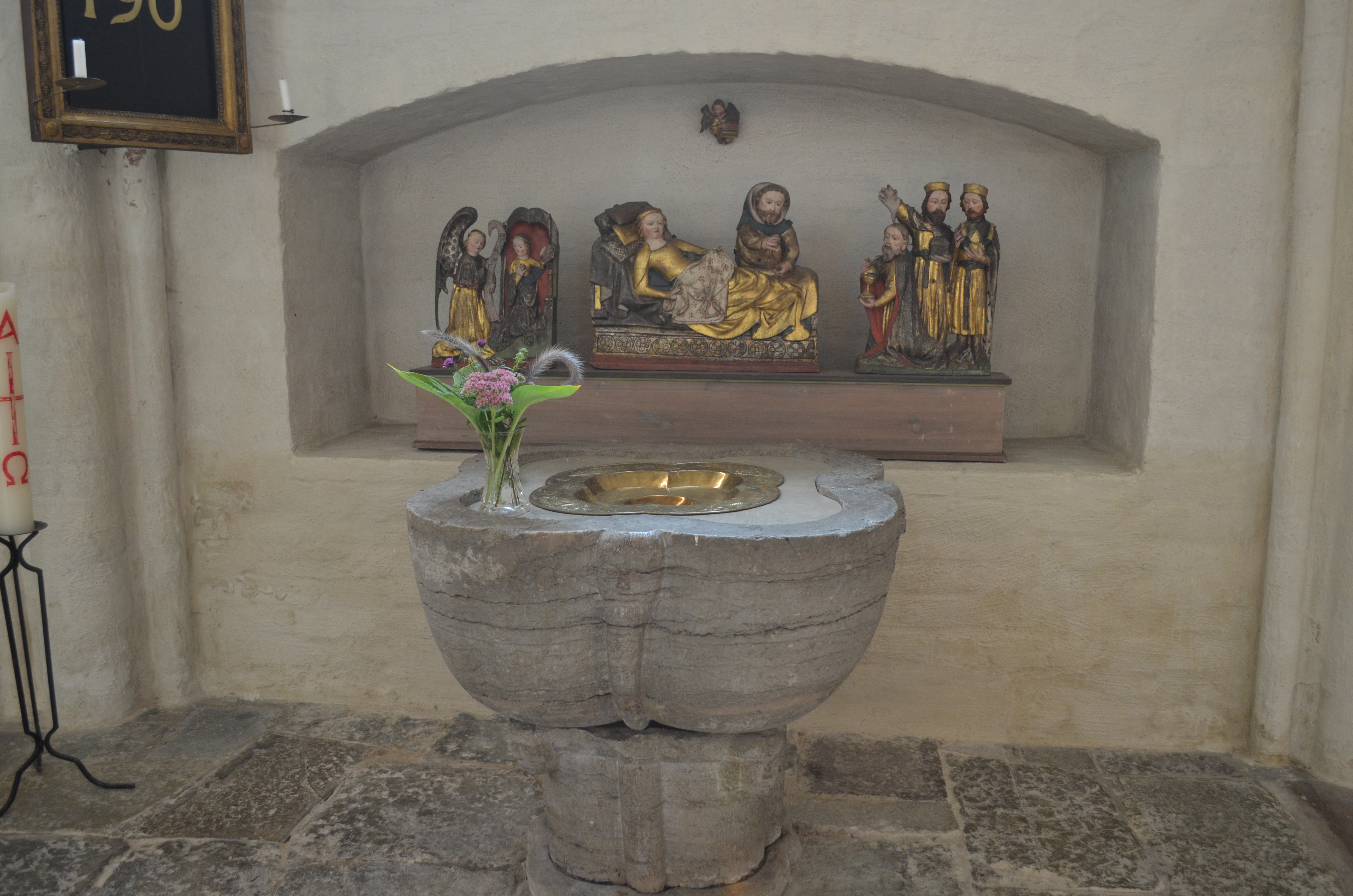
Den äldre dopfunten.
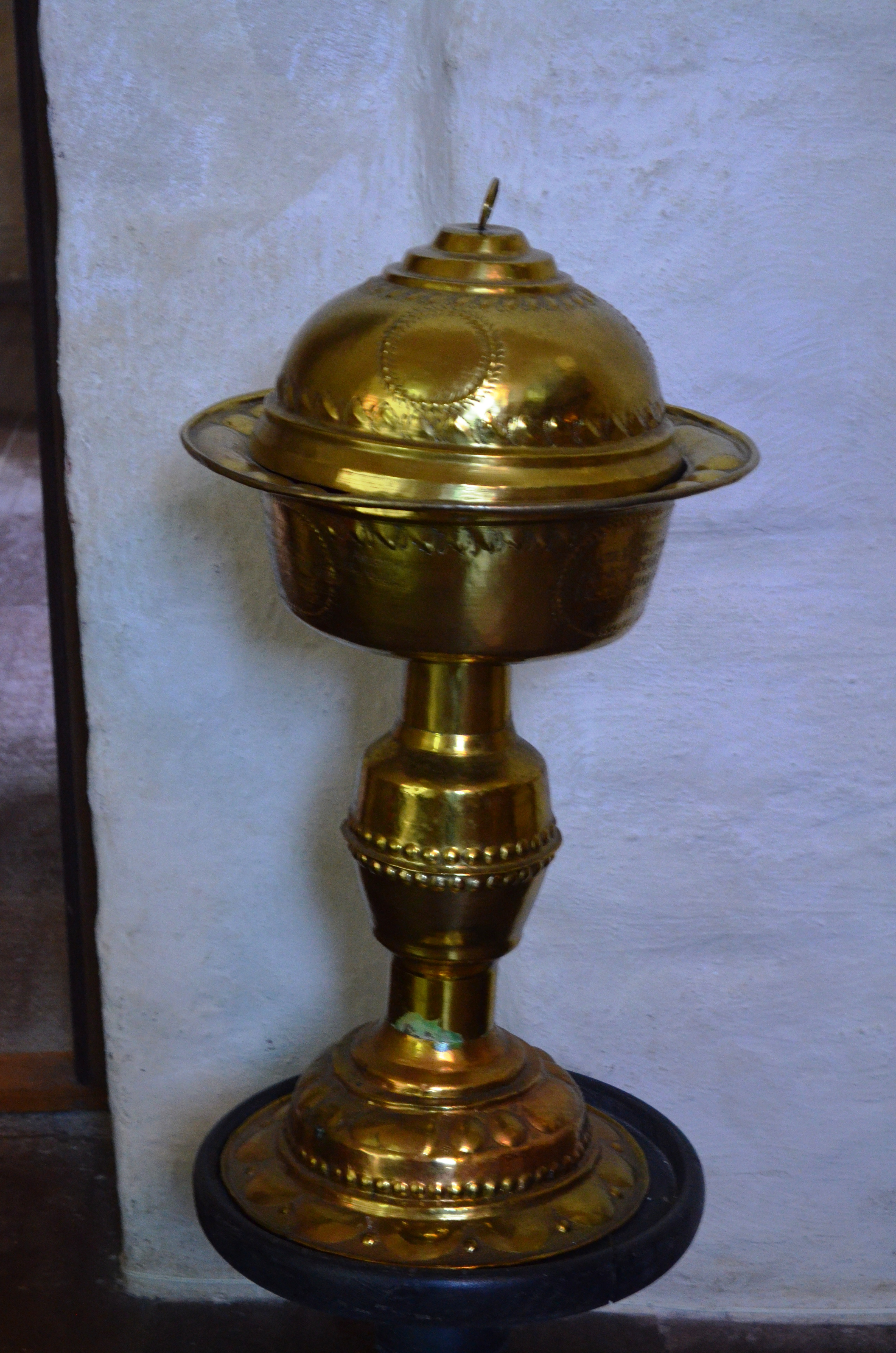
Den nyare dopfunten